# 原胤昭

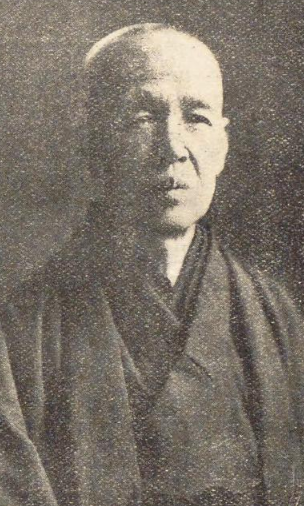
原胤昭

原 胤昭（はら たねあき、嘉永6年2月2日（1853年3月11日）- 昭和17年（1942年）2月23日）は、明治時代のクリスチャンの実業家、地本問屋、浮世絵商である。

## 生涯

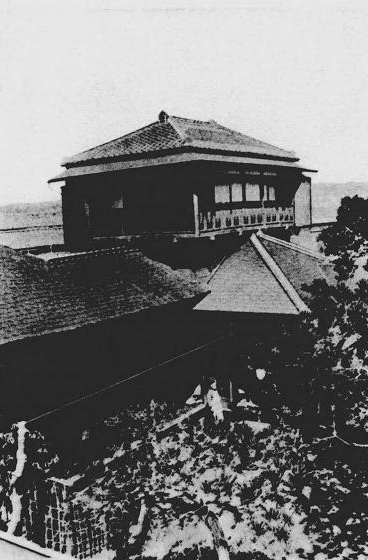
東京出獄人保護所。伊東玄朴宅を利用

父は江戸南町奉行所吟味方与力・佐久間健三郎、母は南町奉行所年番与力・原胤輝の娘とき。兄に鬼佐久間と呼ばれた佐久間長敬がいる。元和の大殉教で処刑され、列福されたヨハネ（ジョアン）原胤信（主水）の大叔父の子孫にあたる。
嘉永6年（1853年）に江戸に生まれる。元治元年（1864年）に母の実家（原氏）の当主・原胤保が早世したためその養子となる。慶応2年（1866年）に江戸南町奉行所の無足見習となり、翌慶応3年（1867年）に本勤めとなった。明治維新の後、東京府の職員になるが、明治5年（1872年）に職員減員のため免職。
明治7年（1874年）に東京第一長老教会でクリストファー・カロザース宣教師より洗礼を受ける。この時、感謝の催しとして、築地にあったカロザースの妻ジュリアの女学校においてクリスマス祭を開いている。ここに登場したのが、日本最初のサンタクロースであったとされる。ただし、このときのサンタクロースを演じたのは戸田忠厚で、彼は裃を着用、大小の刀を差し、鬘をかぶった純日本風のサンタクロースであったようである。後に銀座独立教会の創立会員になっている。
同じく明治7年（1874年）にキリスト教書店の十字屋を創業し、キリスト教書（洋書）の出版活動に従事する。明治9年（1876年）に、ジュリア・カロザースの経営していた成樹学校を改組、改名し、原女学校を開設した。明治12年（1879年）か明治13年（1880年）ころに錦絵問屋を神田須田町25番地に開き、主に小林清親の作品を出版した。明治15年（1882年）に清親の錦絵「新版三十二相」を版行、翌明治16年（1883年）9月から福島事件の被告の肖像画「天福六家撰」を版行するが、これが自由党員を応援するような内容の錦絵であるとして3枚出版したのみで発禁処分を受け、原自身も新聞紙条例違反等の罪に問われ、軽禁錮3ケ月・罰金30円の刑に処され、石川島監獄に収監される。また同年、清親による「三十二相追加百面相」を出版している。送られた監獄は、かつて見回り方を務めていた石川島人足寄場が改まったものであった。この収監中に見た囚人の窮状から、監獄の改良や出獄者の保護が必要であると実感し、出獄後には教戒師になり釧路集治監で勤める。また、明治31年（1898年）に東京出獄人保護所を創立、囚人保護の社会事業に尽力、1万3千人を超える出獄人を保護した。また、日本で初めて本格的に児童虐待の問題に取り組み、明治42年（1909年）に児童虐待防止協会（1990年に設立された同名の団体とは別物）を設立したとされる（史実としては確認できていない）。家庭内の虐待と児童労働による酷使の双方の解決に尽力した。

## 作品
- 小林清親 『新版三十二相』 大判6枚揃 錦絵 1882年
- 小林清親 『朝鮮大戦争之図』 大判3枚続 錦絵 1882年
- 無款（小林清親） 『天福六家撰』 大判 錦絵揃物 1883年 ※発禁のため三図のみの版行

## 著書
- 『猶太国地人名抄』十字屋書舗 1877年
- 『耶蘇教易知 第1(耶蘇教大意篇)』十字屋 1981年
- 『賓客応待たのもふどうれ』戸田欽堂校 ぽんちや 1881年
- 『母と子 何うしたら子供をよく躾けられるか』博文館 1909年
- 『出獄人保護』天福堂 1913年
- 『ひしがれたる者の呻き』私家版 1928年
- 『罪の人の生きる道』日本書院出版部 1930年

### 編共著
- 『万用字引』編 天福堂 1903年
- 『癩病予防に就て』編 中央慈善協会 1915年
- 『江戸町方与力』共編 私家版 1918年
- 『隠れたる江戸の吉利支丹遺跡』原鶴麿共著 私家版、1929年
- 『近代犯罪科学全集 第13篇 刑罪珍書集 第1』編 武侠社 1930年

### 翻訳
- ウィリアム・タラック『刑罰及犯罪予防論』同情会 1897年

## 原胤昭を扱った作品

### 小説
- 山田風太郎『地の果ての獄』文藝春秋、1977年 のち文春文庫、ちくま文庫
- 山田風太郎『明治十手架』読売新聞社、1988年 のち角川文庫、ちくま文庫
- 松井今朝子『銀座開化事件帖』新潮社、2005年 のち『銀座開化おもかげ草紙』に改題し新潮文庫
- 松井今朝子『果ての花火 銀座開花おもかげ草紙』新潮社、2007年 のち新潮文庫
- 松井今朝子『西南の嵐 銀座開化おもかげ草紙』新潮社、2010年 のち新潮文庫

### 研究書
- 片岡優子『原胤昭の研究―生涯と事業』関西学院大学出版会、2011年